# 高心夔
高心夔（1835年—1883年），字伯足，号碧湄，又号陶堂、东蠡，江西湖口人。

## 生平
咸丰九年（1859年）進士，记错了韵部，不知“门”字在韵部属于“十三元”，結果押到了“十一真”韵，名列四等（參見平水韻、佩文詩韻），授官江苏吴县知县。与王闿运、龙汝霖、李寿蓉和黄锡焘曾为肃顺的幕府，号“肃门五君子”。工於詩，其“诗少拟陆（机）谢（灵运）”，擅篆刻，“专主生峭，不落恒蹊”。著有《陶堂志微录》。